# Wildflower (Lauren Alaina)
Wildflower è l'album di debutto della cantante country statunitense Lauren Alaina, pubblicato l'11 ottobre 2011, in seguito alla sua partecipazione all'American Idol, nel quale s'è posizionata seconda. L'album è stato prodotto da Byron Gallimore. Wildflower è entrato alla quinta posizione della classifica statunitense con 69 000 copie vendute in sette giorni. L'album perde cinque posizioni nella seconda settimana nella classifica statunitense e cade alla decima, vendendo altre 26 000 copie (il 63% in meno rispetto alla settimana precedente.
Il primo singolo estratto da Wildflower è Like My Mother Does, pubblicato il 25 maggio 2011, il giorno dopo la finale del programma. Il singolo, con 121 000 copie vendute in una settimana, è entrato alla ventesima posizione della classifica statunitense; ha inoltre raggiunto la cinquantesima in Canada.

## Tracce
1. Georgia Peaches (Blair Daly, Mallary Hope, Rachel Proctor) - 3:07
2. Growing Her Wings (Nicolle Galyon, Nicole Witt) - 3:01
3. Tupelo (Hillary Lindsey, Steve McEwan, Gordie Sampson) - 3:39
4. The Middle (Zac Maloy, Racher Proctor, David Hodges) - 3:56
5. Like My Mother Does (Nathan Chapman, Liz Rose, Nikki Williams) - 4:07
6. She's a Wildflower (Hillary Lindsey, Steve McEwan, Gordie Sampson) - 3:38
7. I'm Not One of Them (Tony Martin, Tom Shapiro, Sarah Johns) - 3:18
8. The Locket (Mallary Hope) - 5:10
9. Eighteen Inches (Ashley Gorley, Kelley Lovelace, Carrie Underwood) - 3:44
10. One of Those Boys (Marla Cannon, Benjamin Caver, Anthony Smith) - 2:42
11. Funny Thing About Love (Lauren Alaina, Brett James, Luke Laird) - 3:57
12. Dirt Road Prayer (April Cushman, Nicolle Galyon) - 4:14

## Classifiche
| Classifica (2011) | Posizione massima |
| ----------------- | ----------------- |
| Canada            | 22                |
| Stati Uniti       | 5                 |